# 이젤 (가수)
이젤(EJel)(본명: 장은정, 2000년 8월 2일 ~ )은 대한민국의 가수이다. 2024년Now or Never로 데뷔했다.

## 방송
- 포커스 : Folk Us (2020) - Top8(6위)
- 쇼퀸 (2023) - Top16(14위)
- 싱어게인3 (2023) - 3위
- 유명가수와 길거리 심사단 (2024)

## 음반
- 포커스(Folk Us) Semi Final (2021)
- 포커스(Folk Us) Epilogue (2021)
- 제33회 유재하 음악경연대회 (2022)
- 싱어게인3 - 무명가수전 Episode.4 (2023)
- 싱어게인3 - 무명가수전 Episode.6 (2023)
- 싱어게인3 - 무명가수전 Episode.8 (2023)
- 싱어게인3 - 무명가수전 Episode.12 (2024)
- 싱어게인3 - 무명가수전 Episode.13 (2024)
- 유명가수와 길거리 심사단 EP.1 (2024)
- 유명가수와 길거리 심사단 EP.3 (2024)
- 유명가수와 길거리 심사단 EP.6 (2024)
- 유명가수와 길거리 심사단 EP.8 (2024)
- 유명가수와 길거리 심사단 EP.10 (2024)
- 새벽 2시의 신데렐라 OST Part 7 (2024)
- 새벽 2시의 신데렐라 OST (2024)
- A N E W(2024)
- 정숙한 세일즈 OST Part.5
- 봄은 내 안티(2025)

## 공연
- 2024 싱어게인3 TOP10 전국투어 (2024)
- 2024 뮤즈온 라이브 위크 (MUSE ON DAY2) (2024)
- 2024 창원 블루베이 뮤직 페스티벌 - 창원 (2024)

## 수상
- 유재하 음악경연대회 동상 (2022)

## CF
- 프랭크버거 X 싱어게인 3 TVC 30초 풀버전 (2024)
- [Life를 Like해] ‘좋으면 됐어’ (Full.ver) By 팀 신한라이프 (2024)